# Severn, la voix de nos enfants
Pour plus de détails, voir Fiche technique et Distribution.

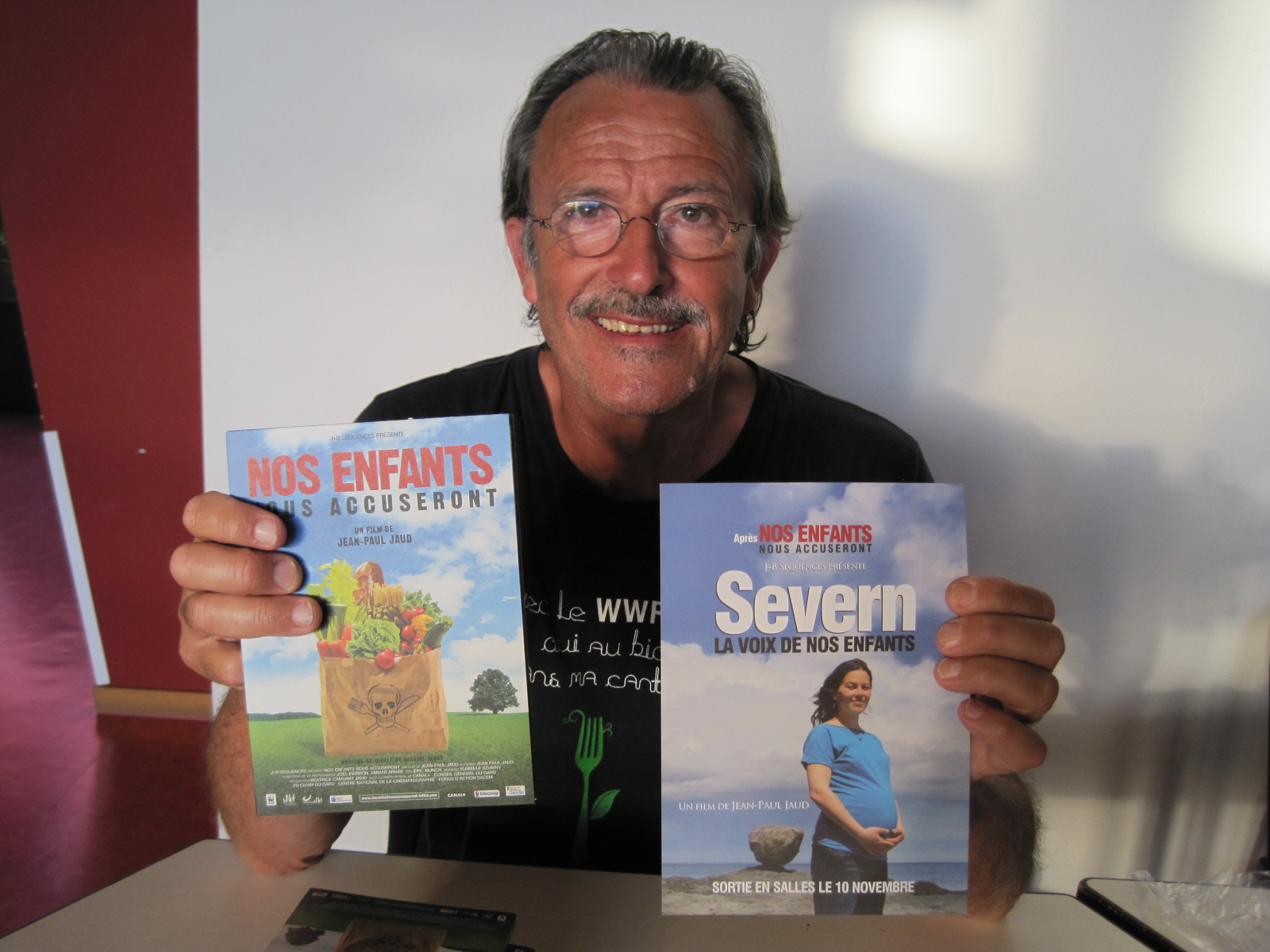
Le réalisateur, Jean-Paul Jaud, présentant le film Severn, la voix de nos enfants (2011)

Severn, la voix de nos enfants est un documentaire canado-nippo-français, écrit et réalisé par Jean-Paul Jaud, sorti en 2010.
Produit par la société J+B Séquences, le film est sorti en salles le 10 novembre 2010, pour une diffusion dans 28 salles en France métropolitaine. Il a été projeté en avant-première le 8 novembre 2010 à l'amphithéâtre de l'UNESCO, à Paris, devant 1 300 spectateurs parmi lesquels des personnalités telles que Ségolène Royal, Corinne Lepage et des représentants de la Fondation Nicolas-Hulot, la projection fut suivie d'un débat.

## Synopsis
En 1992, au Sommet de la Terre à Rio de Janeiro, Severn Cullis-Suzuki, une enfant de 12 ans interpellait les dirigeants du monde entier sur la situation humanitaire et écologique de la planète.
En 2010, Severn est une jeune femme de 30 ans qui s'apprête à donner naissance à son premier enfant. Ce long métrage documentaire propose une mise en regard du discours de Severn en 1992 avec la vision qu'elle porte sur le monde en 2010.
Pour faire écho aux interpellations de Severn et pour répondre de manière résolument optimiste aux désillusions qu'elle pointe, le film prend le parti de mettre en lumière des initiatives positives, menées aux quatre coins de la planète par des personnes remarquables. Ce documentaire ramène chacun d'entre nous à une question universelle et essentielle : quel monde laisserons-nous aux générations futures ?

## Distribution
- Severn Cullis-Suzuki
- Takao Furuno
- Gilles-Éric Séralini
- Sjoerd Wartena
- Ondine Eliot
- Nicolas Hulot
- Pierre Rabhi
- Guy Kastler (en)
- Nicolas Wisser
- Édouard Chaulet, maire de Barjac et conseiller général du canton de Barjac

## Partenaires du film
- Fondation Nicolas-Hulot
- WWF France
- Région Poitou-Charentes
- Magasins Biocoop